# Купа на Аматьорската футболна лига 2019/20

## Регламент
- Право на участие в турнира имат всички желаещи отбори от Трета лига и от областните групи. За отборите от Трета лига участието е задължително.
- В Първи етап всеки областен съвет излъчва един представител, а във Втори етап областните представители в рамките на всеки от четирите зонални съвета (ЗС) на БФС, се срещат помежду си, докато не бъде излъчен по един отбор от всеки зонален съвет.
- Победителите в първите два етапа се излъчват в елиминации в една среща. При равенство в редовното време директно се изпълняват дузпи.
- Мачовете се играят на терена на отбора от по-ниско ниво, а при двойка с два отбора от еднакво ниво домакинството се определя с жребий.

## Първи етап

### Североизточна България (ЗС Варна)

#### Област Варна
След проведен турнир финалът еː
Тополи 2010 (Тополи) – Суворово 1 (Суворово) 0:2

#### Област Добрич
След проведен турнир финалът еː
Септември 98 (Тервел) – Добруджа 1919 (Добрич) 0:1

#### Област Шумен
След проведен турнир финалът еː
Шумен 2007 (Шумен) - Хитрино (Хитрино) 1:5

#### Област Търговище
Светкавица Търговище (Търговище) -  ФК Черноломец 1919 1ː1, с дузпи.

#### Област Русе
След проведен турнир финалът еː
Младост (Екзарх Йосиф) - Бенковски (Бяла, обл.Русе) 2:1

#### Област Силистра
Няма желаещи да участват отбори от областта.

#### Област Разград
След проведен турнир финалът еː
Стара сила (Старо селище) - Кубрат 2016 (Кубрат) 1ː0

### Северозападна България (ЗС Велико Търново)

#### Област Велико Търново
След проведен турнир финалът еː
Павликени (Павликени) - Академик (Свищов)

#### Област Габрово
След проведен турнир финалът еː
ФК „Севлиево“ (Севлиево)]] - Трявна (Трявна) 3:0 сл.

#### Област Плевен
След проведен турнир финалът еː
Вихър (Славяново) - Партизан (Червен бряг) 0:7

#### Област Ловеч
Пещера (Галата) - единствен от областта, подал заявка за участие.

#### Област Враца
След проведен турнир финалът еː
Академия Ботев (Враца) - Първа атомна (Козлодуй) 2:0

#### Област Монтана
Вихър 23 (Николово) - Ком (Берковица) 6ː2

#### Област Видин
След проведен турнир финалът еː
Бдин 1923 (Видин) - Дреновец (Дреновец) 1ː2

### Югозападна България (ЗС София)

#### Област София (столица)
Надежда (Доброславци) - едиствен подава заявка за участие от областта.

#### Област София
След проведен турнир финалът еː
Рилски спортист (Самоков) - Ботев 1937 (Ихтиман) 1:0

#### Област Перник
Миньор (Перник) - едиствен подава заявка за участие от областта.

#### Област Благоевград
След проведен турнир финалът еː
Банско (Банско) - Септември (Симитли) 1:4

#### Област Кюстендил
След проведен турнир финалът еː
Кюстендил (Кюстендил) - Марек 1915 (Дупница) 4:4, с дузпи 3ː4

#### Област Пазарджик
Оборище (Панагюрище) - едиствен подава заявка за участие от областта.

### Югоизточна България (ЗС Пловдив)

#### Област Пловдив
След проведен турнир финалът еː
Гигант (Съединение) - Борислав (Първомай) 7:3

#### Област Смолян
- Родопа (Смолян) едиствен от областта подава заявка за участие.

#### Област Хасково
След проведен турнир финалът еː
Любимец (Любимец) - Хасково 1957 (Хасково) 0:3 служ.

#### Област Кърджали
Никой не подава заявка за участие в турнира.

#### Област Стара Загора
След проведен турнир финалът еː
„Миньор“ (Раднево) - Розова долина (Казанлък) 1:3

#### Област Сливен
Загорец (Нова Загора) единствен от областта участва в турнира.

#### Област Бургас
След проведен турнир финалът еː
Несебър (Несебър) - Черноморец 919 (Бургас) 0:6

#### Област Ямбол
Ямбол 1915 (Ямбол) единствен от областта участва в турнира.

## Втори етап

### Североизточна България

#### Поток Варна/Добрич/Шумен

##### Първи кръг
- Суворово 1 (Суворово) - Хитрино (Хитрино) 3:0 сл.
- Добруджа 1919 (Добрич) - почива

##### Финал
- Суворово 1 (Суворово) - Добруджа 1919 (Добрич) 0:6

#### Поток Русе/Силистра/Разград/Търговище

##### Първи кръг
- Стара сила (Старо селище) - Светкавица Търговище (Търговище) 3:1
- ФК Младост (Екзарх Йосиф) - почива

##### Финал
- Стара сила (Старо селище) - Младост (Екзарх Йосиф) 0:2

#### Североизточна България

##### Финал
- Младост (Екзарх Йосиф) - Добруджа 1919 (Добрич) 0:6

### Северозападна България

##### Първи кръг
- Пещера (Галата) - ФК Севлиево (Севлиево) 1:6
- Вихър 23 (Николово) - Дреновец (Дреновец) 0:2
- Академия Ботев (Враца) - Павликени (Павликени) 4:0
- Партизан (Червен бряг) - почива

##### Втори кръг
- Академия Ботев (Враца) - ФК Севлиево (Севлиево) анулиран
- Партизан (Червен бряг) - Дреновец (Дреновец) 1ː1, дузпи 5ː3

### Югозападна България

#### Първи кръг
- Надежда (Доброславци) - ФК Оборище (Панагюрище) 1:3
- Миньор (Перник) - Рилски спортист (Самоков) 5:3
- Марек 1915 (Дупница) - почива
- Септември (Симитли) - почива

#### 1/2 финали
- ФК Оборище (Панагюрище) - Марек 1915 (Дупница) 1:0
- Миньор (Перник) - Септември (Симитли) 2:0

#### Финал
- ФК Оборище (Панагюрище) - Миньор (Перник) 3:0

### Югоизточна България

#### Поток Пловдив/Смолян/Хасково/Кърджали
- Гигант (Съединение) - Родопа (Смолян) 7:3

#### Поток Стара Загора/Сливен/Бургас/Ямбол

##### Първи кръг
- Загорец (Нова Загора) - ФК Розова долина (Казанлък) 5:0
- Ямбол 1915 (Ямбол) - Черноморец 919 (Бургас) 2ː3

##### Финал
- Черноморец 919 (Бургас) - Загорец (Нова Загора)

#### Югоизточна България

##### Финал
За сега липсват резултатите от играната среща.

## Трети етап

### 1/2 финали
| За сега липсват резултатите от играните срещи. |  |  |
|                                                |  |  |
|                                                |  |  |
|                                                |  |  |

### Финал
|                         |  |                       |
|                         |  |                       |
| Черноморец 919 (Бургас) |  | Загорец (Нова Загора) |